# Spirit (альбом Eluveitie)
Spirit (рус. Дух) — дебютный студийный альбом швейцарской фолк-метал-группы Eluveitie.
Предыдущий мини-альбом Vên был убедителен, но новый альбом звучит более сбалансированно и зрело. Даже обложка изготовлена по высшим стандартам (автор Трэвис Смит, так же работавший с Opeth). Отмечается отсутствие хитов, с которыми можно было бы сравнить все оставшиеся песни. Английский — не единственный использованный язык, и это без сомнения добавляет некой экзотики.

## Список композиций
| №   | Название                 | Длительность |
| --- | ------------------------ | ------------ |
| 1.  | «Spirit»                 | 2:32         |
| 2.  | «Uis Elveti»             | 4:24         |
| 3.  | «Your Gaulish War»       | 5:11         |
| 4.  | «Of Fire, Wind & Wisdom» | 3:05         |
| 5.  | «Aidû»                   | 3:10         |
| 6.  | «The Song of Life»       | 4:01         |
| 7.  | «Tegernakô»              | 6:42         |
| 8.  | «Siraxta»                | 5:39         |
| 9.  | «The Dance of Victory»   | 5:24         |
| 10. | «The Endless Knot»       | 6:58         |
| 11. | «AnDro»                  | 3:41         |

## Над альбомом работали

### Участники группы
- Иво Хенци — гитары
- Мерлин Суттер — ударные
- Рафи Кирдер — бас-гитара
- Севан Кирдер — ирландская флейта, вистлы, гайта, бэк-вокал
- Мери Тадич — народная скрипка, дополнительный вокал
- Линда Зутер — народная скрипка, вокал
- Симе Кох — гитары
- Кристиан «Кригель» Гланцманн — ведущий вокал, мандола, акустическая гитара, вистлы, волынки
- Сара Кинер — колёсная лира, крумгорн, швейцарский аккордеон, вокал, бас-шалмей

### Приглашённые музыканты
- Guido Rieger — Gaulish proclamation on track 1
- Toby Roth — Accordion
- Selina Wagner — Vocals (children) on «The Song of Life»
- Adrian Wagner — Vocals (children) on «The Song of Life»

### Прочие
- Travis Smith — Cover art
- Markus Stock — Engineering (drums, guitars, bass, vocals), Co-Producer, Mixing
- Klaus Grimmer — Engineering (acoustic instruments, clean vocals)
- Tobias Schönemann — Co-Producer
- Martijn van Groenveldt — Mastering
- Chrigel Glanzmann — Artwork (booklet)
- Ghislaine Ayer — Photography
- Christoph Oeschger — Photography